# La Chevallerais

Localització de La Chevallerais

La Chevallerais  (en bretó Kergaval) és un municipi francès, situat a la regió de país del Loira, al departament de Loira Atlàntic, que històricament va formar part de la Bretanya. L'any 2006 tenia 1.149 habitants. Limita amb La Grigonnais, Puceul, Saffré, Héric i Blain.

## Demografia
| 1962                                       | 1968 | 1975 | 1982 | 1990 | 1999 |
| ------------------------------------------ | ---- | ---- | ---- | ---- | ---- |
| 486                                        | 499  | 495  | 546  | 652  | 652  |
| Des de 1962: població sense dobles comptes |      |      |      |      |      |

## Administració
| Període   | Identitat        | Partit |
| --------- | ---------------- | ------ |
| 2001-2008 | Daniel Boistuaud |        |
| 2008-     | Élisabeth Cruaud |        |

## Galeria de monuments

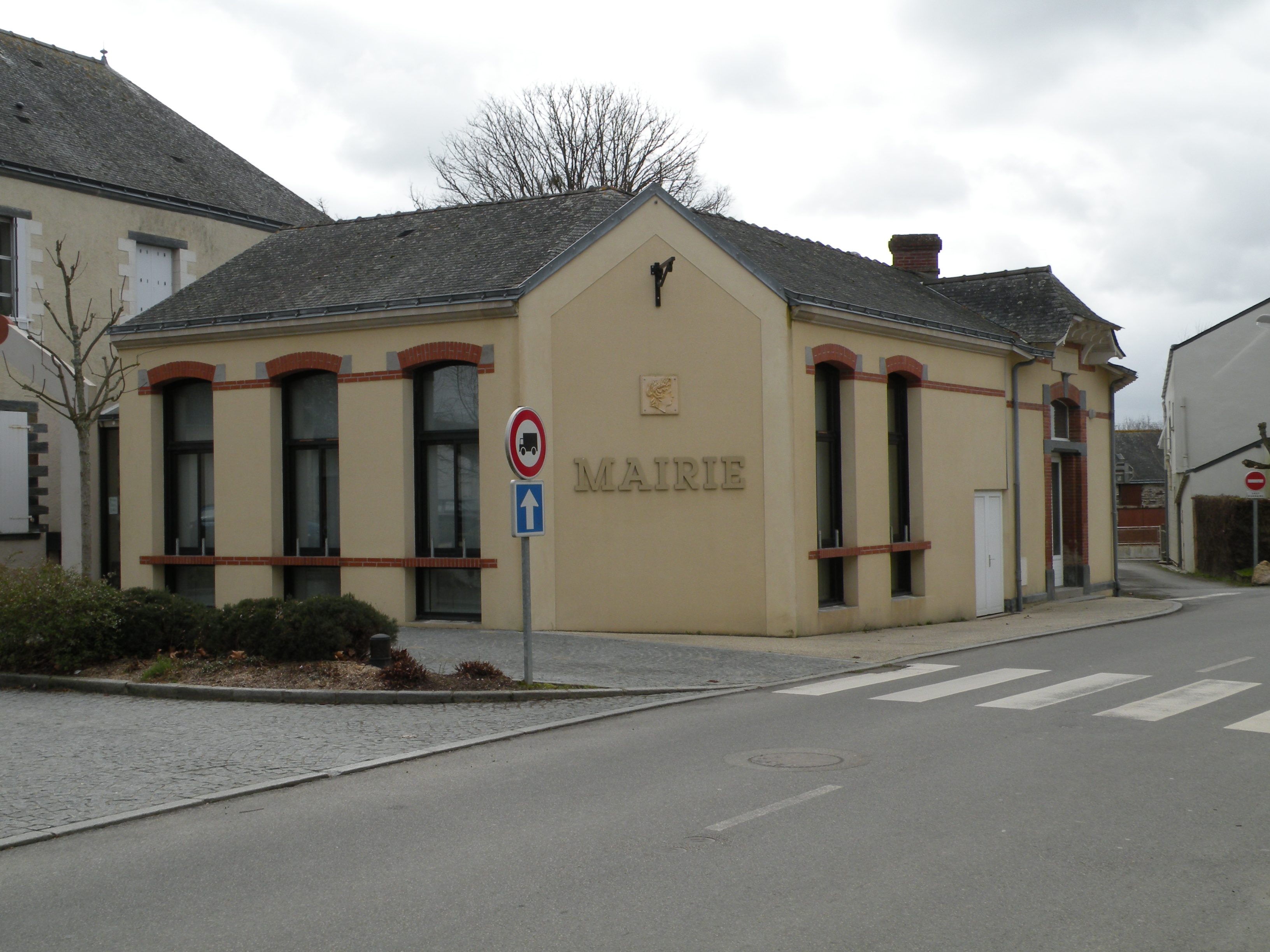
L'alcaldia
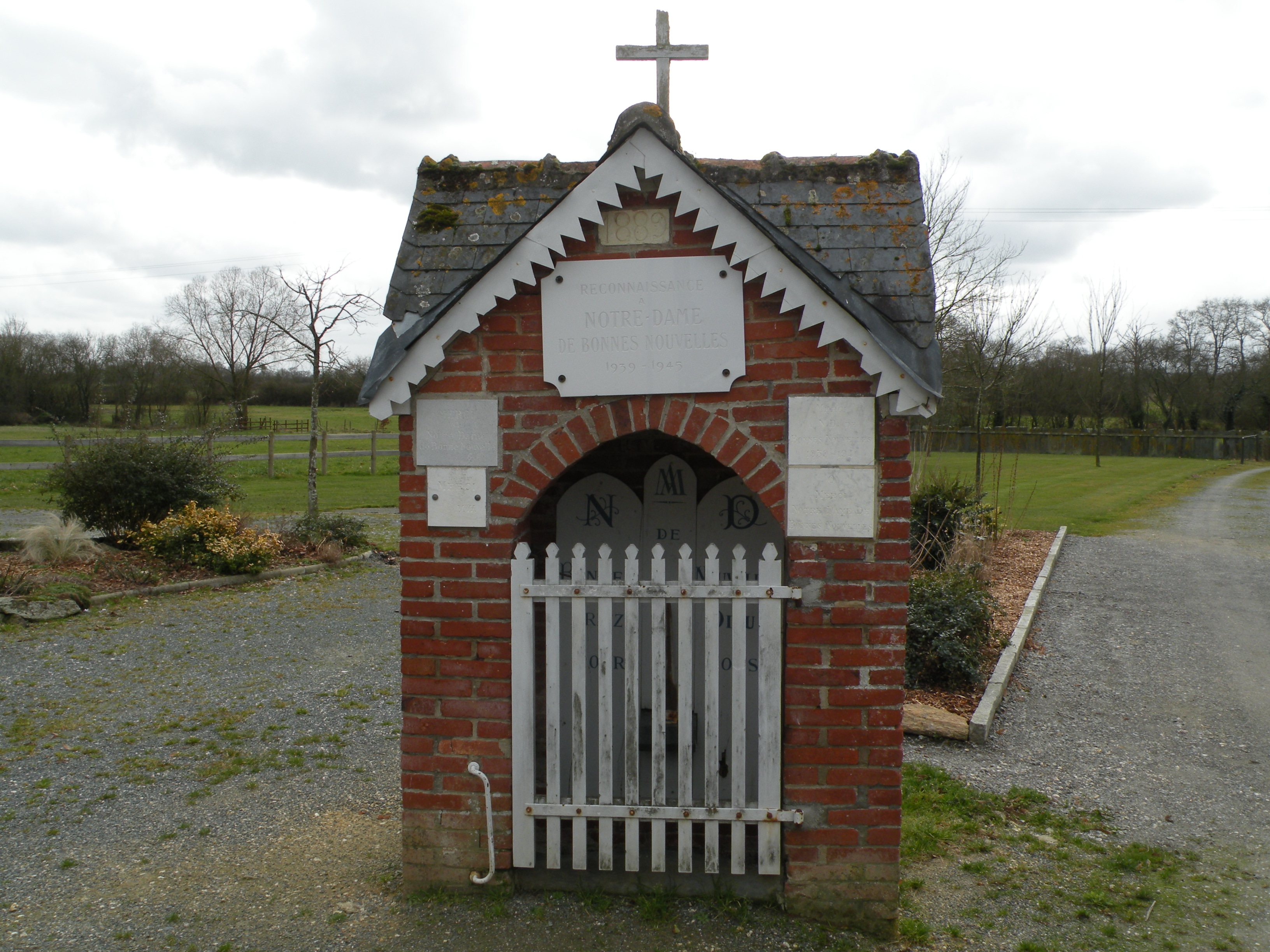
La font de Notre-Dame-de-Bonnes-Nouvelles